# Tiefental (Landschaftsschutzgebiet)
Das Tiefental ist ein mit Verordnung des Landratsamts Tuttlingen vom 20. Juli 1988 ausgewiesenes Landschaftsschutzgebiet auf dem Gebiet der Stadt Mühlheim an der Donau.

## Lage und Beschreibung
Das Tiefental ist ein Seitental des Donautals und liegt unmittelbar südöstlich der Mühlheimer Altstadt zwischen dem Ettenberg und dem Hebsack.  Das Gebiet gehört zum Naturraum Baaralb und Oberes Donautal und liegt im Naturpark Obere Donau.

## Schutzzweck
Wesentlicher Schutzzweck ist laut der Schutzgebietsverordnung, „dieses Seitental des Donautales in seiner Eigenart und Schönheit zu erhalten und seinen Erholungswert für die Allgemeinheit zu sichern.“

## Landschaftscharakter
Das vor allem durch Wiesen geprägte Tiefental liegt eingebettet in die Hangwälder des Ettenbergs im Osten und des Hebsacks im Westen. Im Norden befinden sich einige Streuobstbestände und eine von Magerrasenresten und Gebüsch bewachsene Geländekante.

## Zusammenhängende Schutzgebiete
Die Buchengruppe bei der Mariengrotte im Süden des Gebiets ist als Naturdenkmal ausgewiesen. Das Gebiet ist Teil des Vogelschutzgebiets Südwestalb und Oberes Donautal und grenzt unmittelbar an das FFH-Gebiet Großer Heuberg und Donautal. Darüber hinaus liegt das Tiefe Ried im Naturpark Obere Donau.